# Monster Bash
Monster Bash (titolo di lavorazione: Graveyard) è un videogioco a piattaforme a due dimensioni sviluppato dalla Apogee Software per sistemi MS-DOS. Uscito nel 1993, supporta una grafica in formato EGA a 16 colori, e musica in formato Adlib.

## Trama
La storia comincia quando il malvagio Count Chuck rapisce il cane del giovane protagonista Johnny Dash. Un mostro gli confida che Chuck ha rapito migliaia di altri cuccioli, tenuti prigionieri nel mondo del sottosuolo, con l'intento di tramutarli in esseri maligni. Johnny, armato solamente della sua fionda, varca un passaggio segreto dentro il suo armadio e va alla ricerca del suo cane.

## Modalità di gioco
Il giocatore deve accompagnare Johnny attraverso 28 livelli a tema horror: per completarli, occorre liberare degli animali intrappolati dentro delle gabbie, colpendo il lucchetto che le chiude con la fionda; quest'ultima può essere potenziata raccogliendo gli opportuni power-up. I mostri che popolano i livelli sono quelli della tipica tradizione horror, come zombi, streghe, scheletri, demoni, ecc. Se Johnny è colpito, perde un punto vitale; questi variano a seconda della difficoltà di gioco (9 in Easy, 6 in Medium e 3 in Hard), e quando arrivano a zero, si perde una vita. Una volta morti, si ritorna all'inizio del livello, a meno che non si siano attivati dei checkpoint.

## Monster Bash VGA
Il gioco doveva uscire anche in modalità VGA, con grafica ridisegnata a 256 colori, e secondo una dichiarazione di Joe Siegler di 3D Realms erano stati realizzati anche 20 livelli aggiuntivi; il progetto fu in seguito abbandonato, e i livelli mai pubblicati.